# Hopea odorata

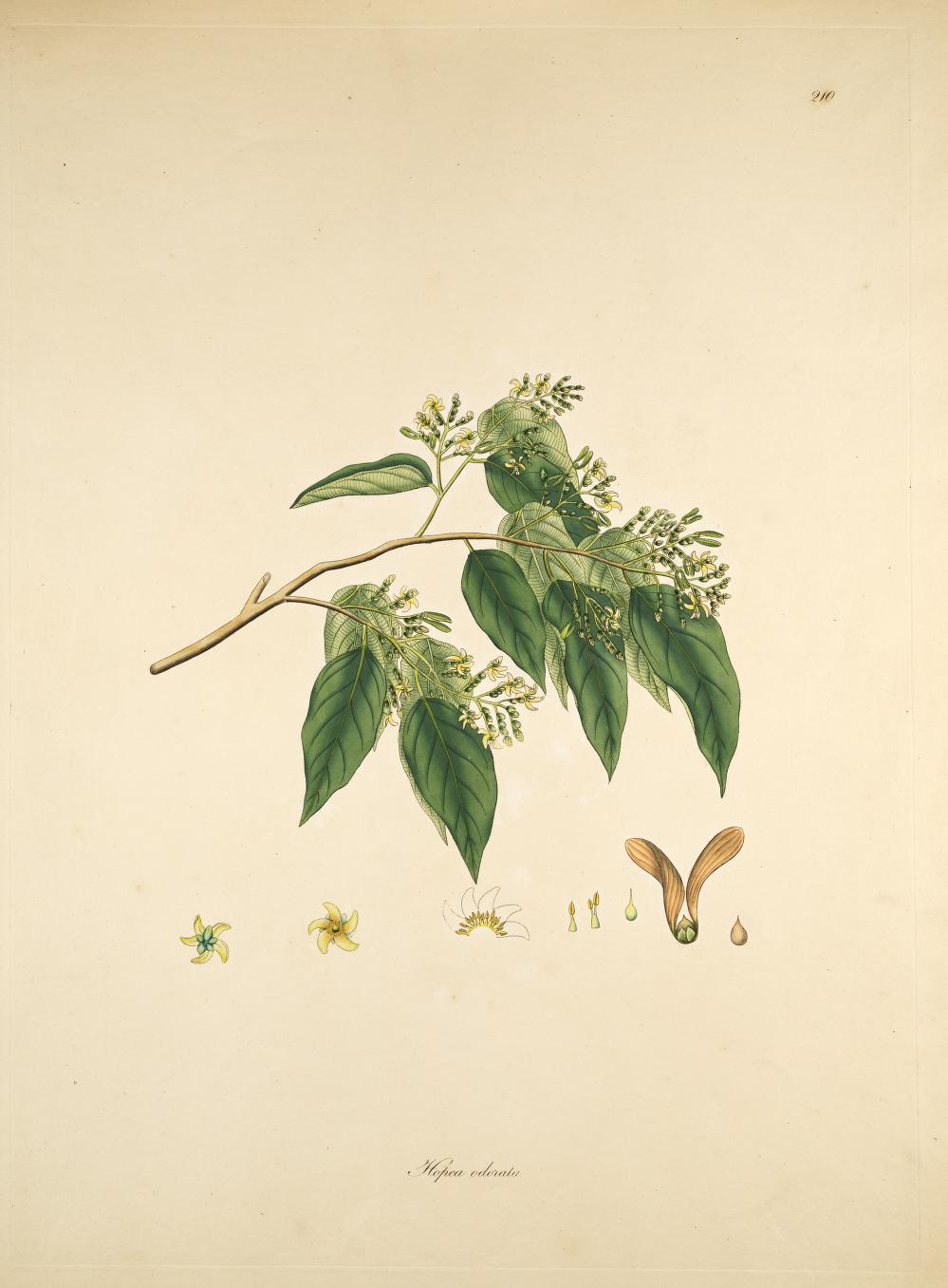
Illustration

Hopea odorata ist eine Pflanzenart aus der Gattung der Hopea (Hopea) innerhalb der Familie der Flügelfruchtgewächse (Dipterocarpaceae). Diese gefährdete Art, von der das Holz genutzt wird, ist im tropischen Asien beheimatet.

## Beschreibung

### Vegetative Merkmale
Hopea odorata wächst als immergrüner, mittelgroßer bis großer Baum, der Wuchshöhen von bis zu 45 Meter und Stammdurchmesser von über 1,5 Meter erreicht. Der gerade, zylindrische Stamm ist bis zu einer Höhe von etwa 25 Meter astfrei. Er bildet auffällige Brettwurzeln. Die gräuliche bis dunkelbraune Borke ist längsgefurcht und abblätternd sowie innen gelb oder rötlich. Der Baum führt ein Harz, Dammar.
Die wechselständig angeordneten, einfachen Laubblätter sind in Blattstiel und -spreite gegliedert. Der schlanke Blattstiel ist bis zu 2 Zentimeter lang. Die einfache, tiefgrüne und ganzrandige, stumpfe bis rundspitzige oder spitze bis zugespitzte, ledrige, kahle Spreite ist bei einer Länge von 7 bis 14 Zentimeter und einer Breite von 3 bis 7 Zentimeter eiförmig bis -lanzettlich, seltener verkehrt-eiförmig, -eilanzettlich und leicht sichelförmig mit meist spitzer bis seltener abgerundeter bis gestutzter Basis. Die kleinen Nebenblätter sind abfallend.

### Generative Merkmale
Die Blüten stehen in einem end- oder achselständigen und feinhaarigen, kürzeren, rispigen Blütenstand mit kurzen, einseitig traubigen Seitenästen zusammen. Der Blütenstiel ist sehr kurz. Die relativ kleinen, süß duftenden, gelblich-weißen Blüten sind zwittrig und fünfzählig mit doppelter Blütenhülle. Die kleinen, feinhaarigen Kelchblätter sind ungleich, die äußeren zwei sind leicht anders als die inneren drei. Die Petalen sind kurz becherförmig verwachsen mit spiralig verdrehten, eiförmigen und an der Spitze feinfransigen Zipfeln. Es sind 15 sehr kurze Staubblätter mit im unteren Teil abgeflachten Staubfäden und ellipsoiden Staubbeuteln mit kurzem, fädigen Anhängsel vorhanden. Der oberständige, eiförmige Fruchtknoten ist gepunktet oder kahl mit kurzem Griffel.
Die einsamigen Flügelfrüchte sind mit den zwei großen, verkehrt-eilanzettlichen und abgerundeten Flügeln bis etwa 4–6 Zentimeter lang. Drei Flügel sind reduziert. Die kleine, eiförmige Nuss mit Griffelresten an der Spitze ist bis etwa 0,5–1 Zentimeter groß.

## Vorkommen und Gefährdung
Das Verbreitungsgebiet von Hopea odorata liegt im tropischen Asien mit Schwerpunkt in Südostasien: Bangladesch, Thailand, Kambodscha, Laos, Malaysia, Myanmar, Vietnam und China. Hopea odorata kommt überwiegend in Höhenlagen zwischen 0 und 600 Meter auf nährreichen Böden vor und gedeiht an Flussufern liegenden tropischen Regenwäldern.
In der Roten Liste der gefährdeten Arten der IUCN wird Hopea odorata als „Vulnerable“ = „gefährdet“ geführt.

## Taxonomie
Die Erstbeschreibung von Hopea odorata erfolgte 1811 durch William Roxburgh in Pl. Coromandel 3: 7. Das Artepitheton odorata bedeutet duftend und bezieht sich auf die süßduftenden Blüten.
Synonyme sind Doona odorata (Roxb.) Burck, Hopea decandra Buch.-Ham. ex Wight, Hopea wightiana Miq. ex Dyer, Neisandra indica Raf.

## Verwendung
Das recht schwere, harte und gut beständige Holz wird für verschiedene Anwendungen genutzt. Es ist bekannt als Merawan.